# Zhiguliovsk
Zhiguliovsk (del ruso: Жигулёвск) es una ciudad del óblast de Samara, en Rusia. Está situada en la orilla derecha del Volga, a 47 km (91 km por carretera) al noroeste de Samara. Su población alcanzaba los 62.557 habitantes en 2010.

## Historia
La ciudad ocupa el territorio de los antiguos pueblos de Otvázhnoye, (Отва́жное, conocido desde 1840) y Morkvashi (Моркваши, conocido desde 1647). La aglomeración de Otvazhny (Отва́жный) está relacionada con la explotación de los yacimientos de petróleo. En 1949 fue fusionada con los pueblos, lo que resultó en la fundación de Zhiguliovsk. Tiene estatus de ciudad desde 1952.
El 1 de enero de 2006, se creó la formación municipal del distrito urbano de Zhigulevsk. El distrito de la ciudad de Zhigulevsk incluye la ciudad de Zhigulevsk y las aldeas de Bakhilova Polyana, Zolnoe, Solnechnaya Polyana, Bogatyr y Shiryaevo. Estos pueblos, que se extienden 25 km aguas abajo de la margen derecha del río Volga en una franja estrecha, se encuentran en los lugares más pintorescos del arco de Samara. Por encima de Zhigulevsk, a 5 km a lo largo del curso del río Volga, en su margen derecha hay un microdistrito (anteriormente un asentamiento de tipo urbano) Yablonevy Ovrag, que también forma parte del distrito urbano.

## Demografía
Según su estructura de edad, la población de Zhigulevsk pertenece al tipo regresivo: el número de personas mayores supera el número de jóvenes y la brecha aumenta de año en año.
| 1959   | 1970   | 1979   | 1989   | 2002   | 2008   | 2010   | 2021   |
| ------ | ------ | ------ | ------ | ------ | ------ | ------ | ------ |
| 46 100 | 52 100 | 46 200 | 44 801 | 48 770 | 57 094 | 62 557 | 50 782 |

## Cultura y lugares de interés
Al sur de la ciudad se fundó en 1984 el parque nacional Samárskaya Luká (Curva de Samara) de 134.000 ha. La administración del parque se encuentra en Zhiguliovsk.

## Economía
La economía de Zhiguliovsk se basa en la central hidroeléctrica Vólzhskaya GuES, la extracción de petróleo, la producción de materiales de construcción, la fábrica Energoremash, y el trabajo industrial de la madera.